# Villar del Rey (kommun)
Villar del Rey är en kommun i Spanien.   Den ligger i provinsen Provincia de Badajoz och regionen Extremadura, i den västra delen av landet, 300 km sydväst om huvudstaden Madrid. Antalet invånare är 2 355.